# Рое, Анте
Антун (Анте) Рое (хорв. Antun (Ante) Roje; 1 октября 1905, Сплит — 15 декабря 1980, Загреб) — югославский пловец и ватерполист, полевой игрок. Участник летних Олимпийских игр 1924 и 1936 годов.

## Биография
Анте Рое родился 1 октября 1905 года в австро-венгерском городе Сплит (сейчас в Хорватии).
Выступал в соревнованиях за «Ядран» из Сплита.
В 1924 году вошёл в состав сборной Югославии на летних Олимпийских играх в Париже. В плавании на 1500 метров вольным стилем не завершил четвертьфинальный заплыв. В эстафете 4х200 метров вольным стилем сборная Югославии, за которую также выступали Иво Арчанин, Владо Смоквина и Атилие Вентурини, заняла в четвертьфинале 3-е место, показав результат 12 минут 2,4 секунды и уступив 57,2 секунды попавшей в полуфинал со 2-го места команде Италии.
В 1936 году вошёл в состав сборной Югославии по водному поло на летних Олимпийских играх в Берлине, поделившей 9-12-е места. Играл в поле, провёл 3 матча, мячей (по имеющимся данным) не забрасывал.
Умер 15 декабря 1980 года в югославском городе Загреб (сейчас в Хорватии).